# Calle Pitt
La Calle Pitt (en  inglés: Pitt Street) es una calle principal en el centro de Sídney, Nueva Gales del Sur, Australia. La calle se extiende por todo el centro de la ciudad de Circular Quay, en el norte de Waterloo, aunque la calle de hoy consta de dos secciones inconexas después de que un tramo sustancial de ella fuese eliminado para dar paso a la estación central de trenes de Sídney. Pitt Street es muy conocida por ser el único centro comercial peatonal de Pitt Street Mall, un tramo de la calle que va desde la calle del mercado de King Street. La calle es una vía (en dirección norte) a partir de la plaza del Ferrocarril de Pitt Street Mall y en (dirección sur) a partir de Circular Quay en Pitt Street Mall, mientras que en Pitt Street Mall es sólo para peatones. La parte norte de la calle, de la plaza del Ferrocarril de Circular Quay, está dominada por espacios de oficinas minoristas y comerciales, mientras que la sección sur, desde la plaza del Ferrocarril a través de Redfern Waterloo, es predominantemente residencial, con un cierto uso comercial e industrial ligero.